# Ardenis
Ardenis – wieś w Armenii, w prowincji Szirak. W 2011 roku liczyła 135 mieszkańców.